# Arthur Blank

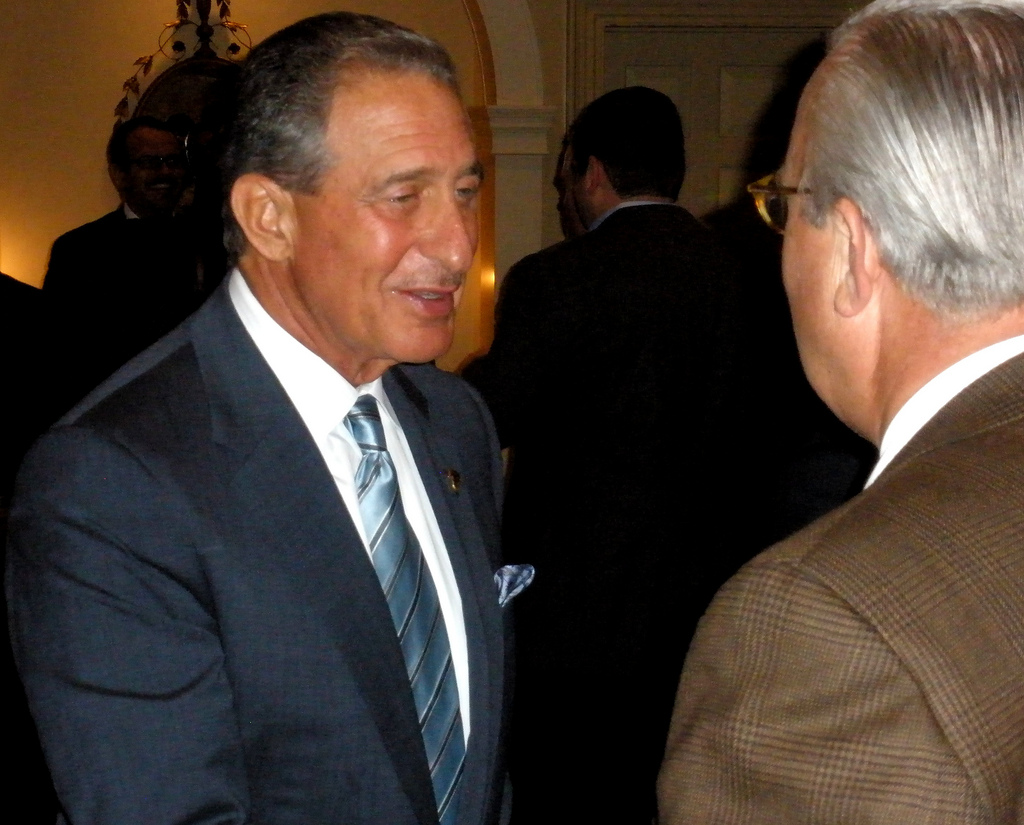
Arthur Blank, 2009

Arthur Blank (* 27. September 1942 in Queens, New York City, New York) ist ein US-amerikanischer Unternehmer, Mitbegründer von The Home Depot und Besitzer der Atlanta Falcons, einem Franchise der National Football League (NFL), sowie von Atlanta United, einem Franchise der Major League Soccer (MLS).

## Leben
Blank besuchte die Stuyvesant High School. Anschließend studierte er am Babson College, das er im Jahr 1963 mit erfolgreichem Abschluss verließ, um später schließlich zunächst bei Arthur Young and Company zu arbeiten. Im Jahr 1978 war er Co-Gründer von The Home Depot.
Im Februar 2002 kaufte er die Atlanta Falcons von Taylor Smith und seinen Geschwistern, den Kindern des Gründers der Falcons, Rankin M. Smith, Sr.

## Privatleben
Blank war zweimal verheiratet. Mit seiner ersten Frau Diana hat er drei Kinder. Mit seiner zweiten Frau Stephanie hat er ebenfalls drei Kinder. Im Dezember 2015 wurde bei ihm Prostatakrebs festgestellt. Am 17. März 2016 gab er bekannt, dass er diesen überwunden habe.

## Vermögen
Blank ist Milliardär. Gemäß dem US-Wirtschaftsmagazin Forbes beträgt sein Vermögen etwa 2,6 Mrd. US-Dollar (Stand: 2015). Damit belegt er Platz 737 auf der Forbes-Liste der reichsten Menschen der Welt.